# Груљаско
Груљаско (итал. Grugliasco) је насеље у Италији у округу Торино, региону Пијемонт.
Према процени из 2011. у насељу је живело 33100 становника. Насеље се налази на надморској висини од 289 м.

## Становништво
| 1936. | 1951. | 1961.  | 1971.  | 1981.  | 1991.  | 2001.  | 2011.  |
| ----- | ----- | ------ | ------ | ------ | ------ | ------ | ------ |
| 5.583 | 6.945 | 13.664 | 30.688 | 34.572 | 41.115 | 38.725 | 37.194 |

## Партнерски градови
- Роман
- Барбера дел Ваљес
- Еширол
- Gourcy
- Сан Грегорио Мањо